# Michael Canov
Michael Canov (* 10. prosince 1960 České Budějovice) je český politik a středoškolský pedagog, od roku 2016 senátor za obvod č. 34 – Liberec, od roku 2012 zastupitel Libereckého kraje, od roku 1994 zastupitel, v letech 1994 až 2002 místostarosta a od roku 2002 starosta města Chrastava, člen hnutí Starostové pro Liberecký kraj (dříve člen US-DEU a ODS).

## Život
Vystudoval Univerzitu Pardubice, Fakultu chemicko-technologickou (získal titul Ing.). Vzdělání si rozšířil pedagogickým studiem pro inženýry na Výzkumném ústavu inženýrského studia ČVUT v Praze a učitelstvím fyziky a matematiky na Matematicko-fyzikální fakultě Univerzity Karlovy v Praze.
Začal učit chemii a tělocvik na Základní škole v Chrastavě, později pak chemii, fyziku a matematiku na Gymnáziu a Střední odborné škole pedagogické Jeronýmova v Liberci, kde i při své funkci starosty působí na částečný úvazek.
Michael Canov je svobodný.

## Politické působení
Do komunální politiky vstoupil ve volbách v roce 1994, kdy byl jako nestraník za ODS v rámci "Koalice ODS, KDU-ČSL" zvolen zastupitelem města Chrastava na Liberecku. Mandát ve volbách v roce 1998 obhájil jako člen Unie svobody za "Koalici ODS, US". Pozici zastupitele si udržel i po volbách v roce 2002, kdy jako člen US-DEU vedl kandidátku subjektu "Koalice politických stran – ODS, US-DEU". V listopadu 2002 byl navíc zvolen starostou Chrastavy, předtím v letech 1994 až 2002 zastával pozici místostarosty. V lednu 2003 vystoupil z US-DEU a o měsíc později vstoupil do ODS. Za tuto stranu byl ve volbách v roce 2006 opět zvolen zastupitelem i starostou města. V únoru 2007 však vystoupil i z ODS. V roce 2009 vstoupil do hnutí Starostové pro Liberecký kraj a téhož roku se stal jeho místopředsedou. V komunálních volbách v roce 2010 byl lídrem tohoto uskupení a opět se stal zastupitelem i starostou Chrastavy. Obdobně tomu bylo ve volbách v letech 2014 a 2018. V komunálních volbách v roce 2022 znovu vedl v Chrastavě kandidátku hnutí SLK a obhájil mandát zastupitele města. Hnutí získalo 10 zastupitelů a zvítězilo. Dne 17. října 2022 byl opět zvolen starostou města.
V krajských volbách v roce 2008 kandidoval jako nestraník za hnutí Starostové pro Liberecký kraj do Zastupitelstva Libereckého kraje, ale neuspěl. Stát se krajským zastupitelem se mu podařilo až ve volbách v roce 2012, kdy už byl členem SLK (na kandidátce figuroval na 12. místě, ale vlivem preferenčních hlasů skončil druhý). Mandát za SLK obhájil i ve volbách v roce 2016 (kdy byl původně na kandidátce na 8. místě, ale vlivem preferenčních hlasů skončil druhý), a také ve volbách v roce 2020 (kdy znovu z osmého místa kandidátky přeskočil na druhé).
Ve volbách do Senátu PČR v roce 2016 kandidoval za SLK v obvodu č. 34 – Liberec. Jeho kandidaturu podporovalo také hnutí STAN. Se ziskem 45,30 % hlasů postoupil z prvního místa do druhého kola, v němž porazil poměrem hlasů 80,18 % : 19,81 % kandidáta hnutí ANO 2011 Marka Vávru, a stal se tak senátorem.
Ve volbách do Senátu PČR v roce 2022 obhajoval svůj mandát za SLK v obvodu č. 34 – Liberec. V prvním kole vyhrál s podílem hlasů 43,51 %, a postoupil tak do druhého kola, v němž se utkal s kandidátkou hnutí ANO Radkou Loučkovou Kotasovou. V něm zvítězil poměrem hlasů 66,34 % : 33,65 %, a mandát senátora tak obhájil.
V Senátu je členem Senátorského klubu Starostové a nezávislí, Stálé komise Senátu pro Ústavu České republiky a parlamentní procedury, Stálé komise Senátu pro dohled nad veřejnými prostředky, je rovněž místopředsedou Ústavně-právního výboru.
Také v krajských volbách v roce 2024 obhájil z pozice člena hnutí SLK post zastupitele Libereckého kraje.

### Postoj ke školské novele (2025)
Canov společně se senátory Stanislavem Balíkem, Jiřím Čunkem, Milošem Vystrčilem a Vladimírou Ludkovou obhajoval změny v novele školského zákona, kterou vrátili zpět k projednání Poslanecké sněmovně. V Senátu neprošlo zákaz propadání v 1. ročníku základní školy, zrušení známkování v 1. a 2. ročníku a automatický nárok na asistenta pedagoga při více než 15 žácích ve třídě.